# Heinz Lotz (Industrieller)
Heinz Lotz (* 22. Juli 1894 in Sprendlingen; † 25. Juli 1937) war ein deutscher Manager und Industrieller.

## Leben
Lotz besuchte das humanistische Gymnasium in Offenbach am Main und studierte Volkswirtschaftslehre an der Universität Heidelberg. 1916 wurde er zum Dr. phil. promoviert. Seine berufliche Laufbahn begann er als stellvertretender Geschäftsführer des Arbeitsnachweis-Verbandes Sachsen-Anhalt in Magdeburg. 1918 bis 1923 war er Direktionsassistent und anschließend bis 1925 Prokurist der Friedrich Krupp AG Grusonwerk in Magdeburg. 1925 wurde er Geschäftsführer des Verbandes Mitteldeutscher Metallindustrieller. 1928 wurde er leitender Geschäftsführer des Gesamtverbandes Deutscher Metallindustrieller in Berlin.
Lotz gehörte von 1924 bis 1928 dem Magistrat der Stadt Magdeburg an.
Am 15. November 1935 ernannte ihn Joseph Goebbels zum Mitglied des Reichskultursenats. Er starb drei Tage nach seinem 43. Geburtstag an einem Herzschlag als Hauptgeschäftsführer der Wirtschaftsgruppe Elektroindustrie und Geschäftsführer des Kartellverbandes der Rundfunkindustrie.

## Schriften
- Die Rundfunkindustrie. In: Archiv für Funkrecht 8 (1935), S. 55–57.